# 大都会传教士浸信会教堂
大都会传教士浸信会教堂（英語：Metropolitan Missionary Baptist Church）是美国芝加哥一座地标建筑，位于西华盛顿大道。该教堂原为基督教科学派第三教会，建于1901年。1947年出售给现在的业主。1989年2月16日被列为芝加哥地标。